# Lotononis pulchella
Lotononis pulchella là một loài thực vật có hoa trong họ Đậu. Loài này được (E.Mey.) B.-E.van Wyk miêu tả khoa học đầu tiên.